# کریستین پاسکواتو
کریستین پاسکواتو (ایتالیایی: Cristian Pasquato؛ زادهٔ ۲۰ ژوئیهٔ ۱۹۸۹) بازیکن فوتبال اهل ایتالیا است که در پست هافبک هجومی بازی می‌کند.
از باشگاه‌هایی که پاسکواتو در آن‌ها بازی کرده‌است می‌توان به اودینزه، بولونیا، امپولی، پادوا، پسکارا، لچه، لگیا ورشو، یوونتوس و تورینو اشاره کرد.
وی همچنین در تیم ملی فوتبال زیر ۲۱ سال ایتالیا بازی کرده‌است.